# Reichskommissariat Norwegen
Pour les articles homonymes, voir Norwegen (homonymie).
1940–1945
Entités précédentes :
- Norvège

Entités suivantes :
- Norvège

Le Reichskommissariat Norwegen est le régime d'occupation civile mis en place par le Troisième Reich en 1940 dans le cadre de l'occupation allemande de la Norvège pendant la Seconde Guerre mondiale.
Son titre complet en allemand est Reichskommissariat für die besetzten norwegischen Gebiete en français : « Commissariat du Reich pour les territoires norvégiens occupés ». Il est dirigé par le Reichskommissar Josef Terboven jusqu'à son suicide le 8 mai 1945. Les forces militaires allemandes en Norvège, alors sous le commandement du général Franz Böhme, se rendent aux forces alliées le 8 mai 1945 et le gouvernement légal est rétabli.
À partir de 1942, Vidkun Quisling est autorisé par les occupants allemands à former le Gouvernement national, mais le Reichskommissariat continue d'exister et le gouvernement collaborateur de Quisling lui demeure subordonné.